# Бейрут
 Тази статия е за града в Ливан.  За административната област вижте Бейрут (губернаторство).  
Бейрут (на арабски: بيروت, правопис по Американската система BGN Beirut и Bayrūt) е столицата и най-големия град на Ливан. Към 2014 г. Голям Бейрут има население от 2,5 милиона, което го прави третият по големина град в региона Левант. Градът е разположен на полуостров в средата на средиземноморския бряг на Ливан. Бейрут е бил обитаван повече от 5000 години и е бил един от най-известните градове-държави във Финикия, което го прави един от най-старите градове в света. Първото историческо споменаване на Бейрут се намира в писмата от Амарна от Новото царство на Египет, които датират от 14 век пр.н.е.
Бейрут е седалище на правителството на Ливан и играе централна роля в ливанската икономика, с много банки и корпорации, базирани в града. Бейрут е важно морско пристанище за страната и региона и е оценен като Beta + World City от Глобализацията и мрежата за изследване на световните градове. Бейрут е сериозно повреден от Гражданската война в Ливан, войната в Ливан през 2006 г. и масивната експлозия през 2020 г. в пристанището на Бейрут. Културният му пейзаж претърпява основна реконструкция.

## История
Исторически сведения за съществуването на Бейрут датират отпреди 5000 години. Предполага се, че името му идва от ханаанската дума бе'ерат (кладенци), отнасяща се за множеството подземни извори, използващи се и до днес. Археологическите разкопки разкриват слоеве от древногръцки, римски, византийски, арабски, кръстоносни и османски периоди.
Градът е завладян от римляните през 64 пр.н.е. По времето на Ирод Велики става римска колония под името Iulia Augusta Felix Berytus. Прочува се с юридическата си школа, която изработва голяма част от Юстиниановия кодекс, станал впоследствие основа на съвременното право.
През 635 г. е превзет от арабите, в чиито ръце остава до 1100 г., когато го завладяват кръстоносците. Градът е част от Йерусалимското кралство до 1516 г., когато е превзет от турците. След Първата световна война заедно с целия Ливан, градът минава под френски протекторат до 1943 г., когато става столица на независим Ливан.
На 4 август 2020 г. огромни взривове в склад за амониев нитрат на пристанището в града убиват поне 157 души и раняват над 6000. Около 300 000 души остават без дом.

## Известни личности
Родени в Бейрут
- Антонела Луалди (р. 1931), италианска киноактриса
- Амин Маалуф (р. 1949), писател
- Дирайр Мардикян (1930 – 2010), духовник
- Масари (р. 1980), певец
- Киану Рийвс (р. 1964), актьор
- Делфин Сериг (1932 – 1990), френска актриса
- Серж Танкиан (р. 1967), музикант

Починали в Бейрут
- Джон Гарстанг (1876 – 1956), английски археолог

## Побратимени градове
| - Атина, Гърция - Аман, Йордания - Буенос Айрес, Аржентина - Витория (Бразилия), Бразилия - Долна Нормандия, Франция - Дубай, Обединени арабски емирства - Ереван, Армения - Ил дьо Франс, Франция - Истанбул, Турция - Исфахан, Иран | - Кайро, Египет - Квебек, Канада - Лион, Франция - Лос Анджелис, САЩ - Марсилия, Франция - Монреал, Канада - Москва, Русия - Никозия, Кипър - Париж, Франция - Рио де Жанейро, Бразилия - Сао Пауло, Бразилия |  |

## Галерия
- Въздушна снимка на центъра на Бейрут
- Бейрут през 1913 г.
- Въздушна снимка на Бейрут, 1970 г.
- Бейрут през 2015 г.
- Центъра на Бейрут
- Бейрут през нощта
- Центърът на Бейрут през нощта
- Центърът на Бейрут през нощта